# Ceratosoma amoenum
Ceratosoma amoenum, conhecida pelo nome comum de nudibrânquio palhaço, é uma lesma do mar, uma subordem de moluscos gastrópodes marinhos pertencente à ordem dos opistobrânquios. Seguindo as regras de gênero do Código Internacional de Nomenclatura Zoológica, a ortografia de Ceratosoma amoena foi transformada em Ceratosoma amoenum.

## Descrição
Esta espécie de molusco sem concha possui corpo de cor branca, com manchas laranjas e detalhes em rosa. Alimenta-se de invertebrados bentônicos.
A Ceratosoma amoenum também mostra uma variação de cor considerável através da sua gama. Na Austrália Ocidental, os pontos de laranja são muito pequenos e numerosos e os pontos roxos avermelhados formam uma banda submarginal ao redor da borda do manto. Movendo-se para o leste, as manchas roxas avermelhadas se tornam mais numerosas e espalhadas pelo manto e as manchas de laranja se tornam maiores. Na Nova Zelândia, as manchas de laranja são muito grandes e as marcas roxas muitas vezes estão ausentes.
A maioria das espécies de Ceratosoma (que significa corpo com espinho) são caracterizadas por um grande chifre dorsal curvado, com exceção de duas espécies que ocorrem nas aguas temperadas do sul da Australia: Ceratosoma amoenum e Ceratosoma brevcaudatum.
Este espécie, assim como todas as lesmas marinhas, desloca-se graciosamente, rastejando no fundo marinho, em recifes de corais, em rochas submersas.

## Ocorrência
Tem sido comumente localizada nas aguas internareis temperadas do sul da Austrália e do norte da Nova Zelândia.
Existem registros de ocorrência na costa sul de Queensland.